# Resolución 986 del Consejo de Seguridad de las Naciones Unidas
La resolución 986 del Consejo de Seguridad de las Naciones Unidas, aprobada por unanimidad el 14 de abril de 1995, después de reafirmar todas las resoluciones referentes a Irak y observando la seria situación humanitaria de la población civil iraquí, el Consejo, actuando bajo el Capítulo VII de la Carta de las Naciones Unidas, estableció un mecanismo en el cual las exportaciones iraquíes podían financiar ayuda humanitaria del país, el cual más adelante fue conocido como el Programa Petróleo por Comida.
(a) financiar la exportación de medicinas, suministros médicos, comida y materiales y suministros esenciales para las necesidades de civiles, de los cuales el Gobierno de Irak acordará su distribución equitativa;
(b) complementar la distribución de bienes humanitarios por el gobierno iraquí;
(c) transferir el mismo porcentaje de fondos depositados en la cuenta de fideicomiso para la Comisión de Compensación de las Naciones Unidas decidida en la resolución 705 (1991);
(d) financiar a los inspectores independientes y contadores públicos certificados, entre otras actividades;
(e) cubrir los costos operacionales de la Comisión Especial de las Naciones Unidas;
(f) cubrir otros costos y gastos;
(g) hacer disponibles hasta US$ 10 millones cada 90 días para pagos previstos en la resolución 778 (1992).